# Posada
Posada (sardisk: Pasàda) er en by og en kommune (comune) i provinsen Nuoro i regionen Sardinien i Italien. Byen ligger i 37 meters højde og har 2.967 indbyggere (2016). Kommunen har et areal på 32,77 km² og grænser til kommunerne Budoni, Siniscola og Torpè.